# Bahía de Lobos
Bahía de Lobos är en ort i Mexiko.   Den ligger i kommunen San Ignacio Río Muerto och delstaten Sonora, i den västra delen av landet, 1 500 km nordväst om huvudstaden Mexico City. Bahía de Lobos ligger 1 meter över havet och antalet invånare är 2 867.
Terrängen runt Bahía de Lobos är mycket platt. Havet är nära Bahía de Lobos åt sydväst. Runt Bahía de Lobos är det glesbefolkat, med 12 invånare per kvadratkilometer. Bahía de Lobos är det största samhället i trakten. Omgivningarna runt Bahía de Lobos är i huvudsak ett öppet busklandskap.